# Anton Kohl (Politiker, 1851)

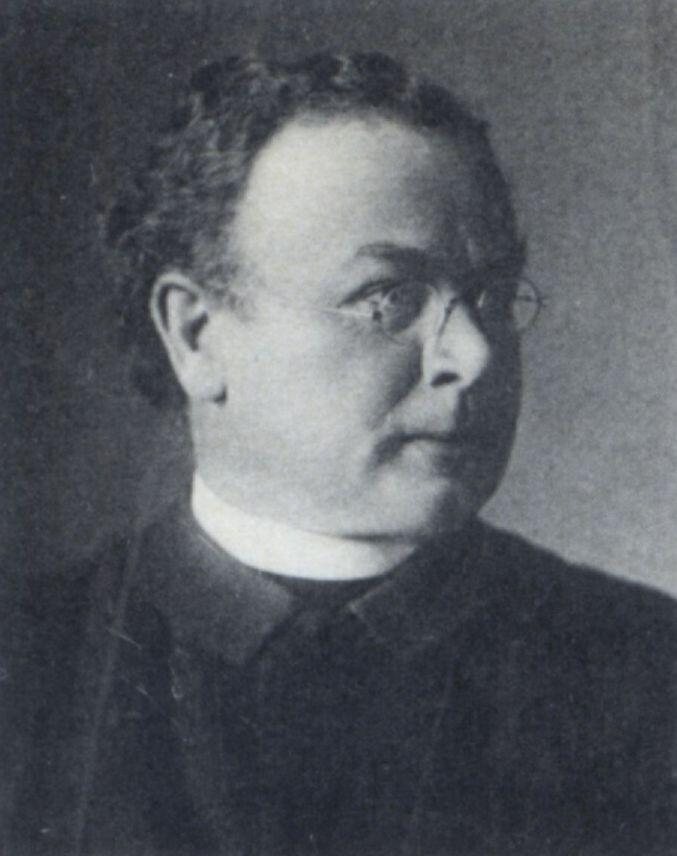
Anton Kohl als Reichstagsabgeordneter 1912

Anton Kohl (* 19. Juni 1851 in Kipfenberg; † 9. Juli 1913 in Eichstätt) war katholischer Geistlicher und Mitglied des Deutschen Reichstags.

## Leben
Kohl besuchte das Gymnasium in Eichstätt und das Lyceum in Eichstätt. Er war erst Kooperator in Raitenbuch 1876, Pfarrprovisor in Pölling 1877 und Domkaplan in Eichstätt 1880. Danach war er Stadtpfarrprediger in Ingolstadt 1883, Stadtpfarrer in Dietfurt 1892, Stadtpfarrer in Ingolstadt 1904, Dekan des Kapitels Ingolstadt 1905 und Domkapitular in Eichstätt ab 1907.
Er veröffentlichte die politische Schrift: Die Bodenzinse und war an der Gründung der Darlehenskassen-Verein Dietfurt o. Pf. e.G.m.u.H. beteiligt.
Weiter war er Abgeordneter des bayerischen Landtags von 1893 bis 1905 und Landrat für Oberbayern von 1905 bis 1906. Von 1898 bis zu seinem Tode war er Mitglied des Deutschen Reichstags für den Wahlkreis Oberpfalz 3 (Neumarkt, Velburg, Hemau) und die Deutsche Zentrumspartei.
In Dietfurt gibt es einen Pfarrer-Kohl-Weg.